# Cezar i Kleopatra
Cezar i Kleopatra – zaliczana do gatunku tragikomedii sztuka napisana w 1901 roku, której autorem jest George Bernard Shaw. Opowiada ona dzieje Kleopatry w czasach zdobycia przez nią władzy w Egipcie oraz ukazuje jej dość niezwykłe i nieco skomplikowane stosunki z Juliuszem Cezarem. Sztuka nie opisuje całego związku Cezara i Kleopatry, lecz jeden jego epizod. Autor zmienia mocno historię, ukazując swe postacie jako bardziej ludzkie, a co za tym idzie bardziej bliskie współczesnemu czytelnikowi. Ważnym elementem sztuki jest krytyka zarówno społeczeństwa starożytnego, jak i współczesnego oraz użycie satyry potęgujące negatywne nastawienie autora do panujących wówczas nastrojów społecznych.

## Postacie
- Juliusz Cezar – rzymski dyktator i wódz
- Kleopatra – prawowita władczyni Egiptu
- Ptolemeusz – młodszy brat Kleopatry, jej mąż i przeciwnik
- Ftatateeta – opiekunka Kleopatry
- Rufus – dowódca armii Cezara i jego przyjaciel
- Britannus – Bryt, niewolnik Cezara, jego sekretarz i przyjaciel
- Apollodorus Sycylijczyk – sprzedawca dywanów, przyjaciel Kleopatry i jej “rycerz”
- Pothinus – eunuch, doradca Ptolemeusza
- Achillas – generał wojsk Ptolemeusza
- Theodotus – kapłan egipski, piastun króla i stronnik Ptolemeusza
- Lucjusz Septimus – Rzymianin, stronnik Ptolemeusza, a później Cezara
- Charmian i Iras – służki Kleopatry

## Fabuła

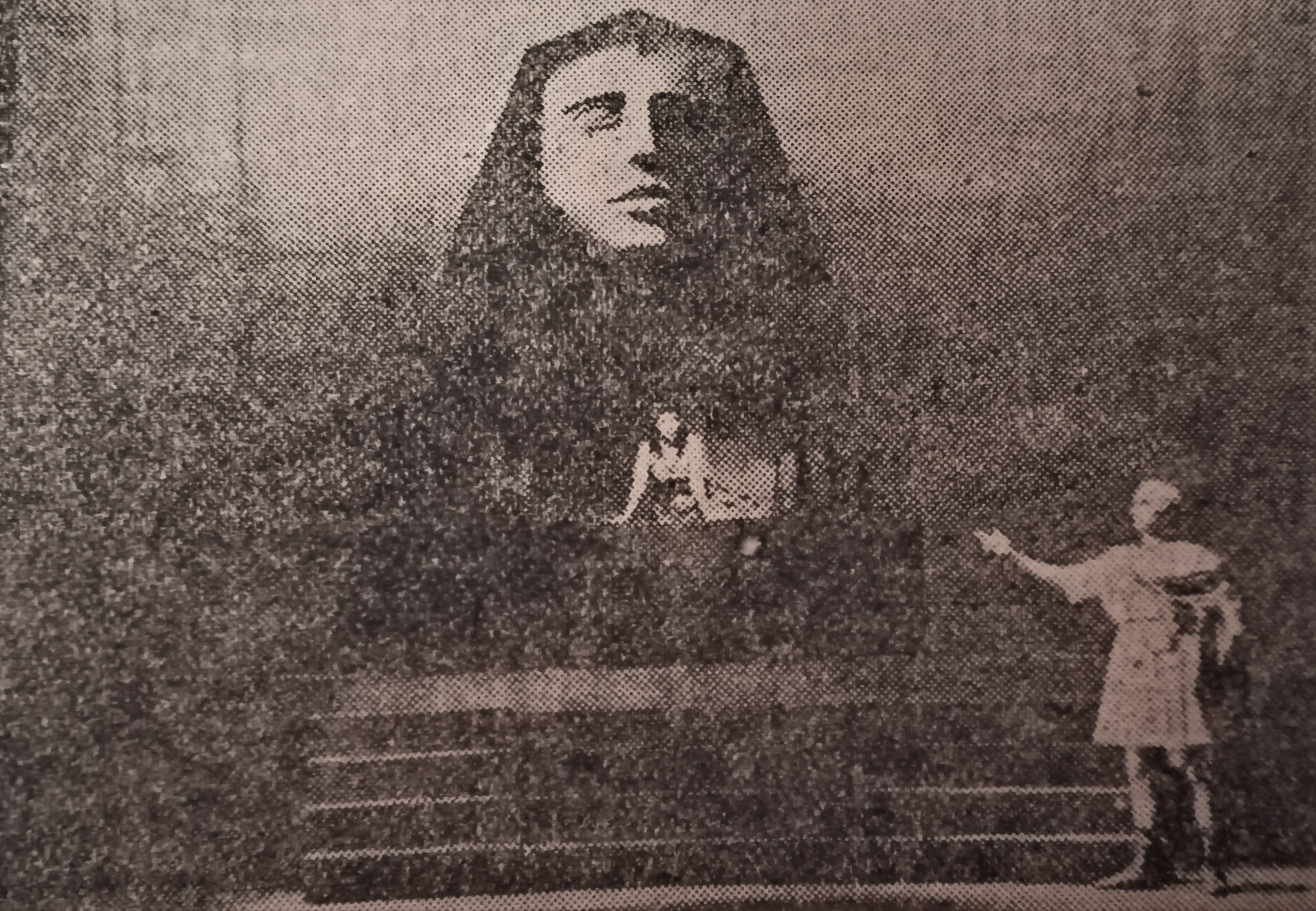
Scenografia Leonarda Torwirta do "Cezara i Kleopatry" w teatrze w Toruniu (1948)

Egipt, rok 47 p.n.e. W Aleksandrii trwa zacięta walka o władzę pomiędzy dziećmi poprzedniego faraona, Ptolemeusza XII: Kleopatrą a Ptolemeuszem XIII. Przed paroma laty poprzedni władca Egiptu został obalony w wyniku zamachu stanu, jakiego dokonała jego własna córka, Berenike. Zdetronizowany i rozżalony władca postanowił udać się do Rzymu, gdzie zyskał poparcie wielkiego wodza, Juliusza Cezara. Ten zaś posłał pokaźnych rozmiarów rzymski oddział pod dowództwem Marka Antoniusza, który odzyskał władzę dla Ptolemeusza. Berenike została ścięta, zaś egipski faraon zobowiązał się do płacenia trybutu Cezarowi. Jednakże nie jest to koniec bojowych nastrojów w Egipcie, jako że teraz o władzę zaczynają rywalizować między sobą dzieci samego faraona i choć ich ojciec mianował swą następczynią Kleopatrę, to jej brat nie uznaje tego zarządzenia i za namową złych doradców pozbawia siostrę władzy.

### Akt I
Do Aleksandrii przybywa żołnierz jako posłaniec złych wieści. Oznajmia, iż Cezar zwyciężył w walce swego przeciwnika, Pompejusza Wielkiego, zmuszając go do ucieczki. Pompejusz schronił się w Egipcie, jest więc pewne, że zwycięski Cezar przybędzie tu, by się o niego upomnieć. Sam posłaniec był świadkiem okrutnej walki Rzymian z Egipcjanami, z której uciekł. Na złośliwe docinki ludzi, którym przekazuje tę wiadomość, że nie zginął na polu bitwy, odpowiada, że nie miał czasu tego zrobić. Radzi, aby wszyscy ludzie zabili swoje rodziny, w ten sposób ratując je przed Cezarem. W mieście natomiast wybucha panika, bowiem ktoś skradł świętego, białego kota. Pośród czarnego ludu panują wówczas pogłoski, iż Rzymianie to potwory żywiące się ludzkim mięsem, o długich nosach i tygrysich pazurach.
Tymczasem do miasta zbliża się Juliusz Cezar ze swoim wojskiem. Zatrzymuje się on na noc, by dać żołnierzom odpocząć. Wychodzi z namiotu i idzie porozmawiać ze Sfinksem, którego upatruje jako jedyną istotę równą sobie – potężną, niejednoznaczną i wieczną. Chwilę później słyszy, jak Sfinks mówi do niego dziewczęcym głosem: Starcze, nie uciekaj. Cezar myśli, że to czary, ale szybko dostrzega pod łapami kamiennego lwa młodą nastolatką, która przedstawia się jako Kleopatra, królowa Egiptu. Dziewczyna nie wie, kim jest Cezar, każe mu więc schować się pod Sfinksem nim przyjdą Rzymianie, by ich zjeść. Cezar podchodzi do niej i śmieje się, myśląc, iż to, co widzi, to tylko sen. Kleopatra, nieco urażona jego kpinami, szczypie go w rękę na dowód, że nie śni. Cezar nie jest z tego zadowolony, tak jak i z tego, że młoda królowa nazywa miłym, starszym panem. Kleopatra wyjaśnia, że uciekła z pałacu, by nie być zjedzoną przez Rzymian. W tym celu zabrała świętego, białego kota i przyniosła go tu, by złożyć go w ofierze Sfinksowi, ale kota zawołał duży, czarny kot i biały uciekł. Kleopatra podejrzewa, że ten czarny kot mógł być duchem jej pra-pra-prababki. Cezar śmieje się z naiwności dziewczyny i pokazując jej się z profilu ujawnia jej, że jest Rzymianinem, lecz nie mówi, jak się nazywa - chce się bowiem zabawić kosztem nieco próżnej dziewczyny. Kleopatra błaga go o łaskę i pyta o Juliusza Cezara, na co jej rozmówca wyjaśnia, że Cezar jest groźny i straszny, ale pięknej kobiecie łatwo go będzie zwieść. Jeśli więc Kleopatra udowodni mu, że jest kobietą, a do tego królową, nic jej nie grozi. Jeśli jednak okaże się tylko głupiutkim dzieckiem pochodzącym od kotka, wówczas Cezar ją zje, bowiem on jada koty i dzieci. Kleopatra zgadza się poprowadzić swemu rozmówcy do pałacu, gdzie woła swoją opiekunkę, Ftatateetę. Ta przychodzi oburzona, że młoda królowa zrobiła coś bez jej zgody i chce ją zbić. Próbuje nawet zastraszyć Cezara, ale ten bez trudu się jej opiera, a nawet przywołuje niewolnika proponując mu, by ściął opiekunce głowę. Niewolnik jest skory do wykonania tego zadania, więc Ftatateeta ustępuje i oddaje honory Kleopatrze, która jest tym uradowana – wreszcie poniżająca ją służka płaszczy się przed nią. Dziewczyna chce ją uderzyć, ale kobieta ucieka, więc batem obrywa niewolnik. Cezar uspokaja młodą królową i każe jej się przygotować na przyjęcie Cezara. Przywołują Ftatateetę, by przyniosła królewskie insygnia. Opiekunka niezbyt chętnie wykonuje polecenie. Dwie służki o imionach Charmian i Iras (pozostałe służące uciekły) ubierają w nie Kleopatrę, która nadal cała drży, ale obecność Cezara sprawia, że trwa na swym stanowisku. Co prawda, próbuje jeszcze uciec, gdy pojawia się wieść, że Rzymianie nadchodzą, ale Ftatateeta i Cezar nie pozwalają jej na to. Wchodzą żołnierze rzymscy, którzy wyjmują miecze i salutują nimi wołając Ave Cezar, wskutek czego Kleopatra już rozumie, kim jest jej miły, starszy pan. Z radości rzuca mu się na szyję.

### Akt II
Na rano w mieście przychodzi wieść, że Rzymianie nadchodzą. Egipcjanie panikują, ale co mądrzejsi tłumaczą im, że Rzymianie są równie cywilizowani, co oni. Legiony wkraczają do Aleksandrii. Przewodzący nimi centurion każe żołnierzom pilnować porządku, trzymać krótko mężczyzn, ale bratać się z kobietami. Po chwili zjawia się Rufus, zastępca Cezara. Wchodzi on do pałacu, gdzie oczekuje na niego Cezar. Widząc to, niektórzy Egipcjanie zastanawiają się, czyją obrać stronę w nadchodzącym sporze. Jedni chcą poprzeć Kleopatrę, inni Ptolemeusza, jeszcze inni tę stronę, która okaże się zwycięska.
W pałacu młody, nastoletni władca Ptolemeusz przemawia do zebranych w sali tronowej swoich dworzan i zwolenników. Obok niego stoi Pothinus, eunuch i królewski zarządca, a faktycznie prawdziwy władca Egiptu, rządzący nim za pomocą swej marionetki na tronie. To Pothinus napisał również przemówienie, które teraz wygłasza Ptolemeusz, ale niezbyt udolnie – co chwila bowiem zapomina, co miał powiedzieć i eunuch musi mu podpowiadać lub mówić za niego. Taka mowa, choć mało efektowna, wywołuje wielki aplauz wśród zwolenników faraona, którzy utwierdzają się w walce przeciwko Kleopatrze. Scenę tę przerywa zjawienie się Cezara, który chce rozmawiać z Ptolemeuszem, w czym przeszkadza mu ciągle wtrącający się Pothinus. Cezar nie ma jednak gdzie usiąść. Ptolemeusz chce mu ustąpić tronu, ale Cezar nie zgadza się na to. Rufus więc znajduje Cezarowi stołek i sadza go na nim, wcześniej jednak popełniając świętokradztwo – zdmuchnął bowiem kurz ze stołka prosto na posąg jakiegoś bóstwa. Cezarowi w rozmowie z młodym faraonem towarzyszy oprócz Rufusa zaufany niewolnik i zarazem przyjaciel, Bryt Britannus. Cezar rozmawia z chłopcem, który zasiada na tronie, doprowadzając jednak Pothinusa do pasji ignorując go, a także zabawiając się przez chwilę grą na flecie, który zobaczył w sali. Wreszcie Cezar przechodzi do rzeczy – przyszedł zabrać należny mu trybut, jaki zobowiązał się płacić ojciec obecnego faraona. W zamian za to Cezar obiecuje rozwiązać problemy sukcesyjne Egiptu. Pothinus stwierdza, że plany rzymskiego wodza są niemożliwe do zrealizowania, gdyż podatków nie zbierano tu od lat. Cezar z uśmiechem na twarzy odpowiada, że to nieprawda, gdyż od rana jego żołnierze zbierają podatki i wzięli z nich już należny mu trybut. Pothinus wówczas hardo odpowiada, że trybut zabrać to prawo Cezara, ale w ich sprawy sukcesyjne to ich prywatna sprawa. W tej buntowniczej mowie pomagają mu generał Achillas i kapłan Theodotus. Cezar jednak śmieje się z nich i woła Ftatateetę (przy okazji ciągle myląc jej imię) i każe zawołać Kleopatrę, która jednak sama przyszła, chowając się za plecami opiekunki. Kleopatra podbiega do tronu, zrzuca z niego Ptolemeusza (na co ten reaguje płaczem) i sama na nim zasiada. Gdy jednak Cezar strofuje ją za takie zachowanie, Kleopatra (nieco urażona) schodzi z tronu i oddaje go bratu, który z powrotem na nim siada. Cezar nie może się nadziwić panującym tu obyczajom i jest wręcz w szoku, gdy Kleopatra wyznaje mu, że Ptolemeusz jest nie tylko jej bratem, ale i mężem. Rzymskiemu dyktatorowi wydaje się to bardzo niesmaczne, mimo wszystko jednak każe rodzeństwu rządzić razem w zgodzie. Pothinus, Achillas i Theodotus jednak oponują przeciwko tej decyzji, zaczynają nawet grozić Cezarowi, z ich ust pada nacjonalistyczne hasło Egipt dla Egipcjan. Cezar próbuje jeszcze raz się z nimi porozumieć, dwuznacznie sugerując użycie siły. Dalej proponuje zawarcie zgody między dziećmi poprzedniego faraona, ale ludzie dalej bojkotują, a ku zdziwieniu Kleopatry Cezar nic sobie z tego nie robi. Rufus, na rozkaz Cezara, wprowadza legion żołnierzy, którzy osaczają buntowników i aresztują ich. Cezar jednak oznajmia, że wszyscy tu obecni nie są więźniami, lecz jego gośćmi i mogą odejść, jeśli chcą. Dworzanie Ptolemeusza pytają wówczas, czy tak Cezar im dziękuje za ocalenie mu życia? Cezar pyta, w jaki to sposób oni ocalili mu życie, na co otrzymuje odpowiedź, że zrobili to, zabijając Pompejusza, którzy przybył się tu schronić przed nim. Na świadka tego wydarzenia przywołują Rzymianina Lucjusza Septimusa, który był nie tylko świadkiem śmierci Pompejusza Wielkiego, ale osobiście go zabił i zaświadcza ten fakt przed Cezarem, który jest tym oburzony. Pomstuje na podłych dworzan, na cały świat, w którym musi żyć. Septimus kpiąco zaś odpowiada, że Cezar, gdy tłumił bunt w Galii musiał przywyknąć do widoku obciętych głów i prawych rąk. A czyż Cezar nie zabił przywódcę anty-rzymskiego powstania w Galii – Wercyngetoryksa? I czy to była zemsta czy polityka? Dyktator odpowiada, że niestety polityka – niestety, bowiem była to konieczność niezbędna do utrzymania porządku, konieczność nieludzka. Zemsta bowiem, choćby najokrutniejsza, jest rzeczą ludzką. Przeprasza Septimusa za to, że ich wszystkich potępił, gdyż sam nie czuje się lepszy od nich. Pothinus, Achillas i Theodotus wraz ze swymi zwolennikami odchodzą, zapowiadając Cezarowi wojnę i zostawiając Ptolemeusza, któremu Cezar proponuje gościnę lub odejście z doradcami. Ptolemeusz wybiera to drugie i dumnie odchodzi. Rufus pomstuje na pobłażliwość Cezara wobec wrogów, bowiem czy oni na ich miejscu by się tak szlachetnie zachowali? Zapowiada również Cezarowi, że on sam – jego zastępca – tego nie pochwala i gdy dopadnie swoich wrogów, zabije ich bez litości, aby więcej nie musiał z nimi walczyć. Kleopatra obserwuje to wszystko z lekką drwiną, a Cezar zapowiada jej, że jeszcze raz zrobi coś wbrew jego woli, to ją zje. Jednakże młoda królowa śmieje się z tych gróźb.

### Akt III
W nocy Cezar nie kładzie się spać, bowiem nie chce przerywać swojej pracy. Kleopatra budzi się rano wyspana i wypoczęta. Ftatateeta przychodzi do niej i opowiada o Cezarze, który jest dla niej wzorem mężczyzny, wychwala przed młodą królową. Zachęca ją do kąpieli, bowiem wszystkie królowe Egiptu się kąpią. Kleopatra nie bardzo jest tym pomysłem zachwycona, ale nie mając wielkiego wyboru zgadza się. Wykąpana chce się wymalować, ale Ftatateeta odradza jej – Cezar lubi naturalne kobiety. Kleopatra odwiedza Cezara, lekko sobie żartując z jego pracowitości. Przypomina, że jej ojciec nigdy nie pracował, na co Cezar ripostuje, że stracił przez to koronę. Kleopatra więc opowiada mu, jak ją odzyskał. Pomógł mu w tym rzymski dowódca, Marek Antoniusz, młody, piękny i niezwykle odważny. Cezar przyznaje, że to on wysłał Marka Antoniusza, aby przywrócił władzę jej ojcu, co Kleopatra wita z radością i wypytuje o swego przyszłego kochanka. Cezar opowiada jej, jaki jest Antoniusz – młody, silny i dzielny, choć żarłok i uwodziciel. Kleopatra jest lekko zawiedziona tym opisem i chwilami sądzi, że Cezar po prostu z niej sobie kpi. Gdy odkrywa, iż wcale tak nie jest, pogrąża się chwilowo w smutku. Mimo to nie rezygnuje z chęci usidlenia wielkiego Antoniusza. Nagle słychać na ulicy zamieszanie. Cezar prosi Kleopatrę, by sprowadziła Britannusa. Kleopatra nie chce go opuścić, ale ostatecznie zmienia zdanie, gdy Cezar jej przypomina, że im szybciej zakończy walkę, tym szybciej sprowadzi tu Antoniusza.
Do Cezara przynoszą wieść, że w Aleksandrii wybuchły zamieszki. Zabito dwóch rzymskich żołnierzy na targowisku. Jakby tego było mało, do miasta zbliża się armia Achillasa. Cezar domyśla się, co to oznacza - to ludzie Ptolemeusza rozpoczynają przeciwko nim walkę. Cezar zaczął się szykować do potyczki. Szybko ustala plan działania. Każe spalić swoją flotę na zachodzie, zostawiając jedynie galery na wschodnie, którymi popłyną na wyspę Faros, gdzie jest latarnia morska i tam będą się bronić. Rufus zarządza ewakuację na Faros. Przychodzi Britannus przynosząc wieść, że Pothinus żąda rozmowy z Cezarem. Dyktator wychodzi więc do niego i pyta, o co chodzi. Pothinus nakazuje Cezarowi poddać się jego wojskom i wynieść się z Egiptu. Jest przy tym tak arogancki, że Cezar każe go aresztować. Tymczasem żołnierze Ptolemeusza sami podpalają statki Cezara, co wywołuje wielki pożar całego miasta. Po chwili w pałacu zjawia się Theodotus w rozpaczy – okazuje się, że od ognia zajęła się biblioteka aleksandryjska i błaga Cezara o pomoc w jej gaszeniu. Cezar lekko się z nim droczy, ostatecznie oznajmia swoją wolę: nie da Theodotusowi ludzi do gaszenia pożaru, ale pozwoli, by buntownicy Ptolemeusza sami to zrobili. Theodotus rozpływając się w podziękowaniach, wybiega. Rufus dziwi się tej łaskawości Cezara, ale wódz wyjaśnia mu, że zrobił to po to, by zająć czymś siły wroga. Przychodzi Britannus, a także Kleopatra, która zaczyna pomagać Cezarowi założyć zbroję i hełm. Dostrzega jednak, zdejmując mu wieniec laurowy, że Cezar zaczyna łysieć – stąd powód noszenia wieńca: ukrycie tego faktu. Śmieje się lekko z niego, znów mu przypominając, że jest stary. Cezar nie jest z tego zadowolony, ale poganiany przez Rufusa ostrzy jeszcze miecz i wraz z Britannusem wsiada na galerę i odpływa obiecując wrócić na kolację. Kleopatra martwi się jednak o Cezara. Chciałaby do niego płynąć, ale jest to niemożliwe. Rzymscy strażnicy nie chcą jej wypuścić. Zjawia się Apollodorus Sycylijczyk, handlarz dywanami i przyjaciel Kleopatry. Rozchmurza ją nieco pokazując swe towary. Kleopatra pyta go, czy ją przewiezie, ale rzymski strażnik oznajmia, że jej na to nie pozwoli. Apollodorus dla zabawy pojedynkuje się z nim i pokonuje go, choć go nie zabija. Centurion uspokaja walczących i oznajmia, iż następne zamieszki ukarze śmiercią. Kleopatra wie, że nie wydostanie się z pałacu. Wpada na lepszy pomysł – prosi Apollodorusa, by zawiózł coś Cezarowi na latarnię morską. Idzie do pałacu i po chwili wychodzi Ftatateeta niosąc dywan, w którym są (jak sama mówi) kielichy i gołębie jaja. Każe więc nieść go delikatnie. Apollodorus nie ma jednak łodzi, więc musi wynająć jedną łódź od jednego z rybaków. Tragarze niosący dywan narzekają, że łódź jest za mała, by przewieść dywan. Rybak i tragarz wyzywają się, nie przebierając w słowach. Apollodorus wchodzi do łodzi z dywanem i odpływa w stronę latarni, rzucając wcześniej tragarzom sakiewkę z pieniędzmi. Płynie na Faros, śpiewając wesołą pieśń.
Na Faros, Cezar i Rufus ustawiają żołnierzy i rozmawiają o oblężeniu. Cezar jest przygnębiony i smutny. Rufus częstuje go daktylami, tutejszym przysmakiem, wskutek czego Cezar odzyskuje humor. Przybiega Britannus z torbą pełną listów wrogów Cezara. Za pomocą tej korespondencji można przejrzeć ich plany. Jednakże Cezar uważa taki czyn za niehonorowy i wyrzuca torbę do morza. Rufus i Britannus strofują Cezara za taki brak rozsądku na wojnie. Po chwili na mury latarni, gdzie siedzi Cezar, wspina się Apollodorus, mówiąc, że ma prezent od Kleopatry dla Cezara. Ten jednak każe mu wracać do pałacu. Apollodorus wyjaśnia mu jednak, iż jest to niemożliwe, bo przed chwilą ktoś wrzucił do morza torbę z listami, która uderzyła w jego łódź i zatopiła ją. Cezar nie przyznaje się, że to on, ale postanawia ostatecznie zobaczyć, co mu przywieziono. Wysyła więc Apollodorusa na żurawiu, by wciągnął na hak żurawia ów prezent i wraz z nim wjechał na górę. Choć Rufus narzeka na to, dywan z dziwną zawartością zostaje wciągnięty na górę. Cezar z Apollodorusem odwijają go i znajdują w nim… Kleopatrę, którą śmieje się do rozpuku. Cezar gratuluje Kleopatrze pomysłowości, ale jego przyjaciele mają inne zdanie w tej sprawie. Britannus stwierdza, że królowa nie powinna tu być bez obecności damy, zaś Rufus narzeka na lekkomyślność Kleopatry i Cezara, przypominając, iż właśnie trwa oblężenie. Wkrótce ludzie Ptolemeusza atakują od tyłu i wdzierają się na latarnię, zabijając wielu Rzymian. Trzeba uciekać, ale jak? W pobliżu przepływa rzymska galera. Apollodorus chce sprowadzić galerę na pomoc i skacze do wody. Cezar uradowany tym zdejmuje zbroję i skacze za nim, po czym Britannus i Rufus zrzucają mu na plecy Kleopatrę. Następnie Rufus również skacze do wody i wszyscy razem płyną na barkę, żegnani wesołym okrzykiem Britannusa, który jako jedyny został, aby na rozkaz Cezara dowodzić obroną.

### Akt IV
Mija sześć miesięcy od tego wydarzenia. Cezar wraz z garstką swoich wiernych żołnierzy broni się w pałacu przed ludźmi Ptolemeusza. Wkoło po ulicach ludzie opowiadają sobie historię, jak Cezar z Kleopatrą na plecach płynął do rzymskiej galery. W pałacu Kleopatra wraz ze swoimi dwórkami oddaje się rozrywkom. Dwórki śmieją się, a gdy Kleopatra pyta, z kogo, odpowiadają, że z Cezara. Kleopatra stwierdza, że gdyby były mądre, śmiałyby się z niej. Przyznaje również, że choć ten śmiech ją drażni, idzie za radą Cezara i pozwala im się śmiać do woli, by lepiej im się przyjrzeć i dowiedzieć wszystkiego o nich. Poza tym wielcy ludzie nie przejmują się ludzkim śmiechem, a ona chce być kimś wielkim. Przychodzi Ftatateeta oznajmiając, że Pothinus prosi o audiencję. Kleopatra pyta go, ile jej za to zapłacił, ale ona zaprzecza, jakoby wzięła łapówkę. Kleopatra każe mu go przyjąć. Pothinus przychodzi, ale królowa z początku go ignoruje prosząc pewnego starca, aby nauczył ją grać na harfie. Ten odpowiada, że królowa musi najpierw się poznać na filozofii Pitagorasa. Kleopatra pyta, czy jej służka grająca na harfie ją zna. Uczony odpowiada, że nie, ale ona jest służką, więc uczy się jak pies. Królowa więc oznajmia, iż ona też może się tak uczyć i daje mu ultimatum – nauczy ją tak grać w ciągu kilku miesięcy, a potem, jak ona popełni błąd, on dostanie baty. Uczony jest przerażony, ale nic mu nie dają protesty. Pothinus dziwi się zachowaniu Kleopatry, stwierdza już, że jest ona bardziej “rzymska” niż “egipska”. Kleopatra wyznaje mu, że chce wzorować się na Cezarze, dlatego też nie zachowuje się okrutnie, by nie stać się taką, jak jej ojciec. Pothinus wyciska z Kleopatry fakt, iż chce ona jak najszybszego wyjechania Cezara, by sama mogła rządzić wraz ze swym wymarzonym Markiem Antoniuszem. Eunuch zapowiada, że póki on żyje, do tego nie dopuści. Próbuje ją buntować przeciwko Cezarowi, ale Kleopatra wściekła każe mu wyjść. Pothinus wychodzi i wpada na Ftatateetę, która okazuje się być jego koleżanką po fachu – tak jak on chce rządzić Egiptem poprzez Ptolemeusza, tak ona chce rządzić poprzez Kleopatrę. Pothinus i Ftatateeta kłócą się ze sobą, jedno grozi drugiemu. Pothinus przypomina swoją przysięgę, że póki on żyje, Kleopatra nie będzie rządziła Egiptem.
Cezar urządza przyjęcie z okazji swoich urodzin. Rufus lekko kpi sobie z niego i stwierdza, że Cezar zawsze ma urodziny wtedy, kiedy trzeba się komuś przypodobać. Cezar potwierdza to ze śmiechem na ustach. Wszyscy szykują się do sutej kolacji. Tymczasem przychodzi Pothinus, który chce rozmawiać z Cezarem. Ten wyraża na to zgodę i wysłuchuje Pothinusa, który jednak nie chce powiedzieć prawdziwego celu swej wizyty, gdyż pojawiła się Kleopatra i zaczęła im się przysłuchiwać. Pothinus boi się mówić, więc Cezar każe mu odejść i zwraca mu wolność. Wówczas eunuch wściekły oświadcza, że i tak powie, o co mu chodzi. Sugeruje, że w szeregach Cezara jest zdrajca, który chce się go jak najszybciej pozbyć – to Kleopatra. Królowa Egiptu chce się pozbyć Cezara ze swego kraju i rządzić tu sama z pomocą Marka Antoniusza. Kleopatra ostro temu zaprzecza, ale rzymski wódz każe jej się uspokoić, po czym oznajmia Pothinusowi, że nie powiedział mu nic nowego i każe mu odejść. Kleopatra domaga się od Cezara, by pomścił jej hańbę, jaką uczynił jej eunuch tym pomówieniem, jednakże on odmawia stwierdziwszy, że każdy może mówić to, co mu się podoba. Mówienie nic nie szkodzi. Kleopatra uważa jednak inaczej i nakazuje Ftatateecie pomszczenie jej. Kobieta bez wahania zgadza się na to i idzie wykonać zadanie. Rozpoczyna się kolacja z okazji “urodzin” Cezara. Są na niej Cezar, Kleopatra, Rufus i Apollodorus. Cała czwórka wesoło rozmawia ze sobą na różne tematy, każdy je swe ulubione potrawy i pije ulubione napoje. Cezar chce zbudować miasto dla Kleopatry. Zastanawiają się nad nazwą dla niego. Królowa Egiptu proponuje, by sam wielki Nil wybrał nazwę dla miasta, które będzie na jego brzegach. Cała czwórka wzywa więc “Przemów do nas, ojcze Nilu”. Nagle słychać dziki krzyk, a następnie plusk - to Ftatateeta zabiła właśnie Pothinusa i zrzuciła jego ciało z murów do wody. Kleopatra lekceważy ten krzyk, ale Cezar nie. Chce wiedzieć, co się wokół niego dzieje. Nagle zjawia się Ftatateeta w dziwnym amoku – jakby była pijana, ale nie od wina. Cezar i Rufus chowają się za murem i obserwują, jak Kleopatra całuje opiekunce dłonie. Domyślają się, że obie panie coś uknuły. Cezar żąda od Kleopatry wyjaśnień. Ta próbuje przed nim płakać, wzbudzić w nim litość, ale widzi, że to nie skutkuje, więc się uspokaja. Przysięga Cezarowi, że go nie zdradziła, na co ten odpowiada, iż wie to, gdyż nigdy jej nie ufał. Na ulicy wybuchają zamieszki. Cezar idzie sprawdzić, co się dzieje. Lucjusz Septimus przynosi mu wieść, że Pothinus został zamordowany i zrzucony z murów pałacu – stwierdza, że on i Cezar mają remis, jeśli chodzi o morderstwa. Teraz lud się burzy, bo Pothinus był ich ulubieńcem. Cezar jest przerażony tą zbrodnią. Chce wiedzieć, kto się ośmielił tego dokonać. Rufus stwierdza, że ów morderca jest na pewno życzliwy Cezarowi, ale nie zrobił tego ani on, ani nikt z tu obecnych. Wreszcie pojawia się Kleopatra i oświadcza, że to ona kazała zabić Pothinusa, ponieważ jej ubliżył i spiskował przeciw Cezarowi. Pyta obecnych tu: Lucjusza Septimusa, Apollodorusa i Britannusa, czy postąpiła słusznie. Każdy z zapytanych stwierdza, że tak. Cezar widzi, że jest w mniejszości. Przyznaje Kleopatrze rację, ale jest wściekły że jego idealizm nie pasuje do tego świata. Kleopatra prosi wodza, aby ocalił ją przed bojkotującym pod pałacem ludem. Cezar patrzy na nią z lekkim wstrętem, ale nie odmawia pomocy. Lucjusz Septimus oferuje Cezarowi swoje usługi. Chce przejść na jego stronę. Powód? Przybywają posiłki z Mitrydatesem z Pergamonu na czele. Armia Ptolemeusza idzie się z nim zmierzyć, więc na ulicy jest jedynie motłoch. Cezar szykuje więc plan połączenia się z wojskami Mitrydatesa. Rufus z legionami ma osaczyć bojkotujący tłum i rozpędzić go. Lucjusz Septimus zostaje mianowany oficerem i wcielony do armii Cezara. Nawet Apollodorus oferuje Cezarowi swoje usługi. Kleopatra pyta o to, co z nią, ale Cezar nie zwraca na nią większej uwagi. Każe jej tylko czekać na jego powrót, po czym wychodzi z resztą. W pokoju zostają jedynie Kleopatra i Rufus, który lekko kpi z królowej i mówi jej, że jej “chłopak” sfuszerował robotę, gdyż gdyby odpowiednio zabito Pothinusa, ten nie zdążył by krzyknąć. Kleopatra wściekła odpowiada mu: “Skąd wiesz, że to był mężczyzna?” i patrzy wymownie na Ftatateetę, dając Rufusowi do zrozumienia, że jej ostrze może dosięgnąć i jego. Rufus więc, gdy Kleopatra znika, wyjmuje miecz i zabija Ftatateetę, po czym idzie rozpędzić tłum. Kleopatra szuka swej opiekunki, ale znajduje ją umierającą. Jest tym przerażona.

### Akt V
W końcu połączone siły Cezara i Mitrydatesa rozpędzają armię generała Achillasa, zaś sam Ptolemeusz ginie przypadkiem podczas bitwy. Cezar wraca zwycięsko do Aleksandrii, by tam uregulować resztę swych spraw i wrócić do Rzymu. Mianuje gubernatorem Egiptu Rufusa, który jest tym mile zaskoczony, choć nieco smuci go fakt, iż nie będzie on mógł dłużej być “tarczą Cezara”. Cezar nagradza swoich przyjaciół. Chwali męstwo na polu walki Britannusa i Apollodorusa, temu drugiemu powierzając opiekowanie się sztuką Egiptu. Co zaś do Britannusa, to chce go wyzwolić, ale gdy Bryt oświadcza wierność i przyjaźń Cezarowi, oznajmia, że nie rozstanie się z nim już nigdy, co Britannus wita z radością. Cezar chce już odpłynąć do Rzymu, ale ma przeczucie, że zapomniał coś zrobić. Już chce zostawić to, gdy nagle wychodzi Kleopatra ubrana na czarno. Teraz Cezar przypomina sobie, że zapomniał…. pożegnać się z Kleopatrą. Królowa Egiptu ma na sobie żałobę – po Ftatateecie. Śmieje się lekko, gdy Cezar znów myli imię jej opiekunki, po czym mówi o jej śmierci i patrzy na Rufusa. Ten przyznaje się, że zabił jej opiekunkę, ponieważ bał się o życie Cezara (o swoje zresztą także). Cezar przyznaje mu słuszność, gdyż w tym świecie nie ma miejsca na sentymenty. Chce się pożegnać czule z Kleopatrą, ale ta na to nie pozwala. Wreszcie Cezar proponuje jej, że przywiezie jej piękny podarek z Rzymu. Apollodorus mówi, że lepszych podarunków niż w Aleksandrii nie kupi. Cezar jednak zaprzecza – tego, co chce jej dać, nie ma w Egipcie. To rzymski młodzieniec, a konkretnie Marek Antoniusz. Kleopatra cieszy się i z radości żegna czule Cezara, który całuje ją w czoło, wsiada na statek z Britannusem i odpływa. Kleopatra płacze. Nie przyznaje się przed sobą, ale tęskni za Cezarem, swoim pierwszym prawdziwym przyjacielem.

## Opis postaci

### Juliusz Cezar
Rzymski dyktator, wódz i zdobywca, przyjaciel Kleopatry. Niedawno zakończył wojnę ze swoim byłym zięciem i przyjacielem, Pompejuszem Wielkim, który ukrył się w Egipcie. Chęć złapania go, jak i również odbiór należnego mu podatku od Egipcjan skłania go do przybycia do Egiptu. Tam wciąga się w spór o władzę pomiędzy Kleopatrą a Ptolemeuszem, stając po stronie Kleopatry. Gdy wojna o tron kończy się zwycięstwem Kleopatry, powraca do Rzymu. W sztuce Cezar ukazany jest jako postać całkowicie sympatyczna. Cezar według Shawa to 60 letni idealista, sympatyczny, o frywolnych manierach, dowcipny i złośliwy, znający się na wojaczce, ale prowadzący ją w sposób dość niezwykły: podczas wojny zachowuje zasady fair play, postępuje zawsze honorowo, choć nie zawsze rozsądnie. Lubi Kleopatrę, staje się dla niej prawdziwym mentorem i przyjacielem. Nie traktuje jej jak kochankę, lecz jako młodą uczennicę, może nawet córkę. Bez krępacji mówi Kleopatrze o swych poglądach i uczy ją ich. Nienawidzi świata, w którym musi żyć, bowiem w takim świecie idealiści tacy jak on nie mają najmniejszych szans na przetrwanie. Pomimo to dalej trzyma się swych zasad, co nie raz sprowadza na niego i jego przyjaciół kłopoty. Cezar nie pasuje do czasów, w których musi żyć. To filozof, człowiek mądry i znający świat, chcący go zmienić i bolejący nad tym, że nie udaje mu się to. Pisze przy okazji książki (“Wojna galijska” i “Wojna domowa”). Jest łysy i nosi wieniec, aby ukryć ten wstydliwy dla niego fakt. Potrafi bez większych trudności zjednywać sobie ludzi.

### Kleopatra
Właściwie Kleopatra VII, ostatnia władczyni Egiptu z dynastii Ptolemeuszy. Wydana za mąż za swego brata, Ptolemeusza XIII musi z nim walczyć o władzę. W sztuce ukazana jest jako młoda, pełna złości i nienawiści do całego świata szesnastolatka, prawie dziecko. Początkowo zachowuje się dziecinnie i lekkomyślnie, stopniowo pod wpływem Cezarem dojrzewa. W dzieciństwie była maltretowana przez Ftatateetę, którą teraz nienawidzi, choć nadal się jej boi i nie potrafi sobie chwilami bez niej poradzić. Jest również pełna złości i chęci ukarania świata za to, że kiedyś ją skrzywdził. Spotkanie z Cezarem jest dla niej bardzo ważne. Odmieniło ono całe jej życie. Nie tylko bowiem odzyskała należny jej tron, ale i również dorosła emocjonalnie, stała się rozważna i mądra, ale też wyrachowana i przebiegła. Nie waha się rozkazać zabić Pothinusa (sprzeciwiając się tym samym Cezarowi), potem jednak jest gotowa ponieść konsekwencje swego czynu, jeśli ktoś uzna, że postąpiła źle. Cezara bardzo lubi i szanuje, wręcz podziwia go, ale nie jako mężczyznę, tylko jako wodza, filozofa i mądrego człowieka. Cezar imponuje jej swoim doświadczeniem życiowym i dojrzałym zachowaniem, chce brać z niego przykład. Pomimo tego wciąż marzy o tym, aby Cezar wyjechał do Rzymu i sprowadził do Egiptu jej wymarzonego rycerza Marka Antoniusza (on to bowiem jest prawdziwym obiektem westchnień Kleopatry). Gdy jednak Cezar wyjeżdża Kleopatra płacze z tego powodu, licząc na to, że jeszcze kiedyś go spotka.

### Ptolemeusz XIII
Młodszy brat i mąż Kleopatry, dwunastoletni chłopiec, który próbuje pozbawić siostrę władzy. Prawdopodobnie Kleopatra za swoje własne cierpienie wyżywała się na swoim bracie, wskutek czego on jej się teraz boi i nienawidzi jej. Ptolemeusz jest jednak tylko marionetką w rękach Pothinusa, który sam o wszystkim decyduje. Młody król praktycznie nic bez jego zgody nie może zrobić. To powoduje, że Pothinus i jego wspólnicy wciągają młodego władcę w spór z Kleopatrą i Cezarem, podczas którego Ptolemeusz ginie przypadkowo podczas jednej z bitew.

### Ftatateeta
Królewska opiekunka. Kobieta bardzo stara, podła i podstępna. Pełni przy Kleopatrze tę samą funkcję, co Pothinus przy Ptolemeuszu: chce rządzić Egiptem, sterując swoją bezwolną marionetką na tronie, Kleopatrą. W tym celu wychowuje Kleopatrę w panicznym lęku do swej osoby, bijąc ją i maltretując. Dopiero, gdy przybywa Cezar i Kleopatra powoli zmienia się w dorosłą, dojrzałą kobietę, wówczas dopiero Ftateteeta zaczyna ją szanować, a wręcz podziwiać. Choć jej rola u boku młodej królowej się przez to nie zmieniła. Nadal ma nadzieję na sterowanie Kleopatrą, tym bardziej, iż nie umie się ona bez niej obejść. To właśnie Ftatateeta zabija na rozkaz Kleopatry Pothinusa, a wkrótce potem sama zostaje zabita przez Rufusa. Imię Ftateteety jest tak skomplikowane, że Cezar nie umie go powtórzyć i nazywa ją często: Totateetą.

### Rufus
Rzymianin, dowódca wojsk Cezara, który traktuje go jak syna i najlepszego przyjaciela. Jest on jednak bardziej stanowczy i ostrożniejszy od Cezara. Nie stać go na wspaniałomyślnie i niejednokrotnie lekkomyślne decyzje, jakie cechują jego wodza. Zawsze stanowczo i rozważnie podchodzi do wszystkiego, z czym musi się zmierzyć. Nie pozwala sobie zbyt często na uczucia, bowiem wie, iż na wojnie mogą one zostać wykorzystane przeciwko niemu. Często gani Cezara za jego lekkomyślność, ma jednak do niego wielki szacunek i sympatię. Rufus nazywa sam siebie “tarczą Cezara” i często nie odstępuje go na krok, bojąc się o jego życie. Niezbyt lubi Kleopatrę, uważając, że pomaganie jej szkodzi mocno Cezarowi. Rozkazy swego dowódcy, choćby były najbardziej dziwaczne, przyjmuje i wykonuje, choć nie omieszka przy tym wyrazić własnego zdania w tej sprawie. Bez litości zabija swoich wrogów, żeby mu więcej nie zagrażali - dlatego też zabił Ftatateetę. Na końcu sztuki Cezar mianuje go namiestnikiem Egiptu.

### Britannus
Bryt, niewolnik Cezara, ale też i jego bliski przyjaciel. Został pochwycony przez żołnierzy Cezara w swej ojczyźnie podczas wyprawy na Brytanię – był wówczas pomalowany na niebiesko. Przy Cezarze pełni funkcję sekretarza, zwykle zapisuje jakieś ważne wiadomości czy rozkazy. Jest bardzo przywiązany do swego pochodzenia. Chodzi zawsze ubrany na niebiesko, ma także długie włosy i wąsy. Często służy Cezarowi dobrą radą, której jednak Cezar nie zawsze słucha. Chętnie pomaga mu, rozśmiesza wszystkich swym dowcipem połączonym z niezwykłą mądrością i wręcz szaleńczą odwagą. Podczas ostatecznej walki z Ptolemeuszem, walczy osobiście w bitwie i dzielnie broni Cezara. Nie marzy o wolności, dlatego też Cezar, choć chce go nią nagrodzić, nie oddala go od siebie. W postać Britannusa, Shaw oddał angielskie maniery, jak i również swój sposób patrzenia na świat.

### Apollodorus Sycylijczyk
Sprzedawca dywanów, przyjaciel Kleopatry i jej “rycerz”. Jest młody i przystojny, ale także bezczelny i pewny siebie, pełen odwagi, brawury, hartu ducha i poczucia humoru. Prawie ciągle się śmieje. Kleopatrę traktuje jak młodszą siostrę, z lekkim pobłażaniem, ale i też z szacunkiem należnym królowej. To on przewozi Kleopatrę zawiniętą w dywan na latarnię morską na wyspie Faros, aby ta mogła spotkać się z Cezarem. W ostatecznej walce z Ptolemeuszem walczy w wojsku Cezara, za co ten powierza mu zadania stania na straży egipskiej sztuki i kultury.

### Pothinus
Eunuch, doradca króla Ptolemeusza, który jednak jest tylko marionetką w jego rękach. To człowiek podły, chciwy, żądny władzy i podstępny. By utrzymać swą władzę, nie cofnie się przed niczym. Nie boi się nikogo i niczego. Cezarem gardzi, nie uważa go za zdolnego do pokonania jego armii. Lekceważy swoich przeciwników, co staje się główną przyczyną jego śmierci. Cezar aresztował go i trzymał w niewoli, gdzie jednak podły eunuch dalej rozwijał sieć intryg, próbując bezskutecznie skłócić ze sobą Kleopatrę i Cezara. W końcu zginął zabity przez Ftatateetę, którą rozsierdziło jego butne zachowanie względem niej.

### Achillas
Generał armii Ptolemeusza i wspólnik Pothinusa. Podobnie jak on jest żądny władzy i wykorzystuje młodego faraona do swoich podłych celów. Również lekceważy Cezara i jego możliwości, co powoduje, iż przegrywa z nim wojnę.

### Theodotus
Kapłan egipski, opiekun młodego Ptolemeusza. Uczy króla, jak rządzić krajem, oczywiście w myśl planów swoich wspólników – Pothinusa i Achillasa. W przeciwieństwie jednak do nich nie myśli tylko o wojnie. Troszczy się o sztukę i kulturę swego kraju. Jako jedyny przejął się pożarem Biblioteki Aleksandryjskiej.

### Lucjusz Septimus
Rzymianin na służbie Ptolemeusza, morderca Pompejusza Wielkiego. Na rozkaz Pothinusa zamordował wroga Cezara, o czym potem zameldował Cezarowi. On również przypomina wyzywającemu go wodzowi o krwawym stłumieniu buntu Wercyngetoryksa. To człowiek umiejętnie lawirujący między stronnictwami. Przez większość sztuki walczy po stronie Pothinusa, ale pod jej koniec przechodzi na stronę Cezara.

### Charmian i Iras
Służki Kleopatry, nie odgrywają żadnej roli w sztuce.

## Dodatkowe informacje o sztuce
George Bernard Shaw z typową dla siebie satyrą ukazał Egipt tamtych czasów. Nie opisuje on historii, lecz raczej swoją własną wersję tych wydarzeń. Czerpie pełnymi garściami z historii, wykorzystuje w fabule prawdziwe wydarzenia i fakty. Sytuacjami, które wydarzyły się naprawdę, były: ucieczka Cezara z latarni poprzez przepłynięcie wodą do galery, mianowanie namiestnikiem Rufusa, śmierć Ptolemeusza XIII na polu walki. Prawdą jest też to, że Cezar pisał książki, jak i to, że był łysy i nosił wieniec laurowy, aby to ukryć. Legendarne z kolei jest przywiezienie przez Apollodorusa z Sycylii zawiniętej w dywan Kleopatry przed oblicze Cezara (nie jest to fakt historyczny, bo nie wiadomo, czy to się wydarzyło naprawdę). Shaw jednak ukazał to wszystko w sposób komiczny i z dużą ironią. Jego postacie są takie, jakie on chce, żeby były. Dlatego jego Cezar to marzyciel i idealista, a Kleopatra to niedojrzałe emocjonalnie dziecko. Nie ma tu romansu Cezara z Kleopatrą oraz narodzin ich syna, gdyż fakt ten nie pasował do konwencji sztuki. Shaw pominął również kilka postaci ważnych w tych wydarzeniach, jak choćby pozostałe rodzeństwo Kleopatry, czyli Ptolemeusz XIV i Arsinoe (w sztuce są oni tylko wspominani). Pojawiają się za to inne historyczne postacie, jak choćby Pothinus, Achillas, Theodotus, Rufus, Lucjusz Septimus, służki Kleopatry Charmian i Iras, a nawet Apollodorus Sycylijczyk. Natomiast całkowitym wymysłem literackim Shawa są postacie Bryta Britannusa, a także Ftatateety. Shaw stworzył w tej sztuce niezwykle ciekawy obraz historii Kleopatry i Cezara, jak i również ukazał satyrę na obecny świat, w którym żył. Ukazuje znikomość królewskiej władzy (scena z przemową Ptolemeusza, którą wcześniej napisał Pothinus), psychikę prześladowanego dziecka (zachowanie Kleopatry, nim pobierała “nauki” u Cezara), a także fakt, iż bardzo małe znaczenie ma w tym świecie idealizm i romantyzm (poglądy Cezara i ich konfrontacja ze światem prawdziwym). Sama sztuka napisana jest w sposób charakterystyczny dla Shawa – kpina łączy się tu z prawdą, humor z powagą, dramatyzm z komedią.

## Ekranizacja
Sztuka została zekranizowana w 1945 roku. Kleopatrę zagrała tam gwiazda “Przeminęło z wiatrem” – Vivien Leigh. Zaś w rolę Cezara wcielił się Claude Rains znany z filmu Casablanca. Film kręcony w latach 1944–1945, a scenariusz do niego napisał sam George Bernard Shaw.